# Fuerza Aérea de Montenegro
La Fuerza Aérea de Montenegro (montenegrino: Vazduhoplovstvo i protivvazdušna odbrana; V i PVO) es el fuerza aérea de las Fuerzas Armadas de Montenegro. La marca de aeronave de la Fuerza Aérea de Montenegro consiste en un círculo rojo sobre oro, siendo actualmente el único brazo aéreo que usa este último color en su insignia oficial.

## Historia
En 1991–1992, Yugoslavia se desintegró y las repúblicas de Serbia y Montenegro establecieron la República Federal de Yugoslavia. La Fuerza Aérea pasó a llamarse Fuerza Aérea de Serbia y Montenegro (también conocida como Fuerza Aérea de Yugoslavia). En la primavera de 1999 sufrieron grandes pérdidas en el bombardeo de Yugoslavia por parte de la OTAN, durante la Guerra de Kosovo. Después de años de agitación política, Montenegro declaró su independencia en junio de 2006, poniendo fin a la unión estatal de Serbia y Montenegro.

## Inventario de aviones
Tras la disolución de la unión estatal de Serbia y Montenegro, la recién formada República de Montenegro se quedó con una cantidad considerable de aviones en la base aérea de Golubovci, más de lo necesario para sus propias necesidades. Después de la ruptura, surgieron especulaciones sobre la división de la aeronave, pero el Ministerio de Defensa de Serbia emitió un comunicado declarando que la eventual división de la flota no era de interés para ninguno de los dos países. Sin embargo, un total de 11 G-4 Super Galebs, de los cuales 8 están en condiciones de aeronavegabilidad, todavía estaban ubicados en la base en 2008. No se ha tomado una decisión oficial sobre su destino, pero lo más probable es que no sean operados por Montenegro debido a costosos costos de operación. Los cuatro aviones de entrenamiento Utva 75 tienen más posibilidades de entrar en funcionamiento, aunque todavía no se ha tomado una decisión al respecto.

### Inventario actual
| Aviones                | Origen                 | Tipo                   | Variante               | En servicio de usar    | Notas                  |
| Helicóptero de combate | Helicóptero de combate | Helicóptero de combate | Helicóptero de combate | Helicóptero de combate | Helicóptero de combate |
| ---------------------- | ---------------------- | ---------------------- | ---------------------- | ---------------------- | ---------------------- |
| Bell 412               | Estados Unidos         | utilidad               | 412EPI                 | 3                      |                        |
| Bell 505               | Estados Unidos         | utilidad               |                        | 2                      |                        |

### Retirados
| Aeronave               | Origen           | Tipo                                 | Variante         | En servicio      | Notas                         |
| Avión de combate       | Avión de combate | Avión de combate                     | Avión de combate | Avión de combate | Avión de combate              |
| ---------------------- | ---------------- | ------------------------------------ | ---------------- | ---------------- | ----------------------------- |
| Soko G-4               | Yugoslavia       | Avion de entrenamiento/jet de ataque |                  | 4                | Almacenado en 2012            |
| Avión de entrenamiento |                  |                                      |                  |                  |                               |
| UTVA 75                | Yugoslavia       | Avion de entrenamiento               |                  | 4                | Retirado del servicio en 2012 |
| Helicópteros           |                  |                                      |                  |                  |                               |
| Mil Mi-8               | Unión Soviética  | transporte / utilidad                | Mi-8T            | 4                | Retirado del servicio en 2012 |
| Aérospatiale Gazelle   | Yugoslavia       | utilidad / explorador                | 341/42           | 13               | Almacenado en 2019            |

## Marcado de aviones

Roundel temprano utilizado en algunos ejemplos limitados
Roundel usado desde 2006 hasta 2018
Roundel adoptado en 2018
Versión de visibilidad reducida del roundel 2018